# Kike Turmix
Enrique Vitoria Comerzana, más conocido como Kike Turmix (Bilbao, 24 de junio de 1957 - Madrid, 17 de octubre de 2005) fue un cantante de rock y punk y promotor musical de la capital de España durante las décadas de 1980 y 90.

## Del País Vasco a Madrid
Nacido en Bilbao (con la que siempre mantuvo fuertes vínculos), formó en ella su primer grupo musical, llamado "Dessakato".
Allí se introdujo en el ambiente punk con el grupo "Kike Turmix y los Pasapurés"; pero en 1981 pasó a formar parte de otro grupo llamado N-634. En 1982 se trasladó a Madrid, donde N-634 publicó algunos temas en las recopilaciones “¿Punk? ¿Qué Punk?” (con las canciones 'Soy un loco anarquista, soy un loco antifascista' y 'Masacre en Beirut') y “Navidades Radioactivas” (DRO) (con la canción 'Manzana sobre manzana').

## Pinchadiscos y promotor
El grupo N-634 fue de corta duración, pero Turmix adquirió cierta fama en el ambiente garage-rock pinchando música en diversos bares de Malasaña, y como promotor musical. En la época de la Movida Madrileña publicó el fanzine “Los 20 Lácteos”, y colaboró en el programa de TVE La Edad de Oro. Gracias a sus abundantes contactos, organizó muchos conciertos: trajo a Madrid a los Hot Pants (el primer grupo de Manu Chao), y "descubrió" el rock escandinavo (Nomads, Hellacopters, Turbonegro, Backyard Babies...). Aparte de la promoción, su empresa (Safety Pins) editó discos de muchos grupos, con la participación decisiva de su esposa Marga.

## The Pleasure Fuckers
En 1988, volvió a los escenarios con el grupo The Pleasure Fuckers, que recorrió Europa y América en gira, y grabó seis discos hasta su disolución en 1999.

## Últimos años
Símbolo del underground madrileño, hizo cameos en  películas como Matador (1986) o ISI/DISI (2004). Alrededor del año 2000 colaboró con la revista Ruta 66. En los últimos años, a sus problemas de salud se les añadieron los económicos. Finalmente, un cáncer de hígado de rápido desarrollo le ocasionó la muerte en 2005.